# Niels Peter Høeg-Hagen

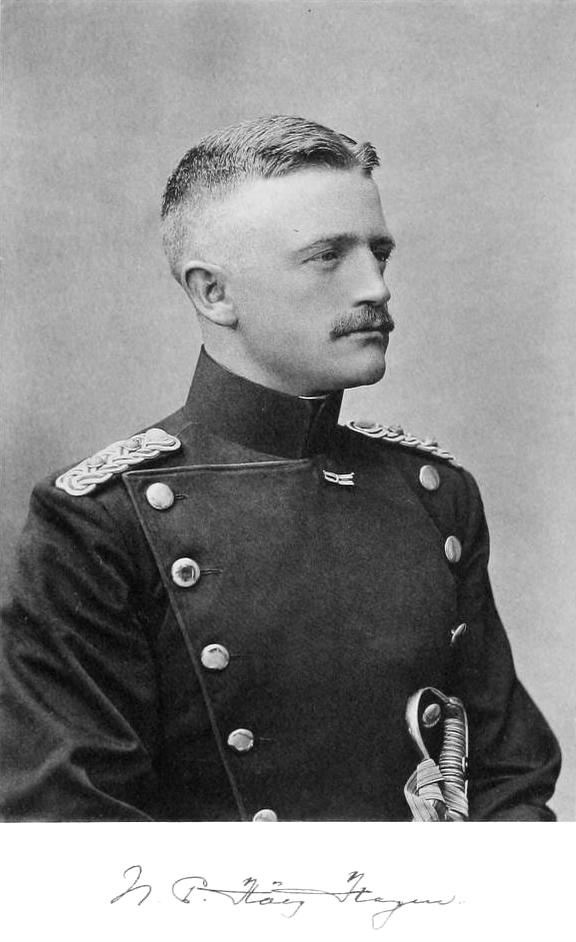
Niels Peter Høeg-Hagen

Niels Peter Høeg-Hagen (* 15. Oktober 1877 auf dem Gut Gundersted bei Nibe, Jütland; † 15. November 1907 auf Grönland) war ein dänischer Offizier, Kartograf und Polarforscher. Er starb 1907 während der Danmark-Expeditionen auf einer Schlittenreise zum Independence Fjord in Nordostgrönland gemeinsam mit dem Expeditionsleiter Ludvig Mylius-Erichsen und dem Schlittenführer Jørgen Brønlund.

## Leben
Høeg-Hagen kam auf dem Landgut seines Vaters Jacob Bernhard Høeg-Hagen (1843–1913) als Sohn der Ludovika Vilhelmine Bie (1847–1922) zur Welt. Elfjährig kam er mit seinen Eltern nach Kopenhagen und später nach Holbæk, wo er die Realschule besuchte. Als Wehrpflichtiger bei der Infanterie entschied er sich dafür, die Offizierslaufbahn einzuschlagen. Nach dem Besuch der Offizierschule wurde er 1900 zum Premierleutnant befördert.
Als Mylius-Erichsen 1906 seine Mannschaft für die Danmark-Expedition zusammenstellte, deren wesentliches Ziel in der Aufklärung des letzten noch unbekannten Küstenverlaufs im Nordosten Grönlands bestand, berücksichtigte er die Bewerbung Høeg-Hagens auf den Posten eines Kartografen. Das Expeditionsschiff Danmark ging im August in Danmarkshavn im Süden von Germania Land vor Anker, wo die Expeditionsmannschaft nahe dem 77. Breitengrad überwinterte. Am 28. März 1907 fuhren zwei Schlittenteams Richtung Norden. Nachdem das erste Team unter Leitung von Mylius-Erichsen den Danmark Fjord erforscht und das zweite von Johan Peter Koch geleitete Team Kap Bridgman in Peary Land erreicht hatte, trafen sie sich überraschend am Kap Rigsdagen. Während Koch zur Danmark zurückkehrte, fuhr Mylius-Erichsen mit Høeg-Hagen und Brønlund zum Independence Fjord, um diesen zu kartieren. Dabei geriet das Team in Zeitverzug und konnte aufgrund des einsetzenden Tauwetters mit der Rückreise zum Basislager nicht vor dem Herbst beginnen. Von Hunger und Kälte geschwächt starben die drei Männer im November 1907. Koch fand den toten Brønlund und Høeg-Hagens Kartenskizzen 1908 in Lambert Land. Mylius-Erichsen und Høeg-Hagen wurden niemals gefunden.
In Nordostgrönland sind der Gletscher Hagen Bræ und der Hagenfjord, in den er kalbt, ebenso nach Niels Peter Høeg-Hagen benannt wie die Insel Hagen Ø, auf der Høeg-Hagen im Herbst 1906 zwei Tage verbrachte.